# 洲雲町
洲雲町（すぐもちょう）は、愛知県名古屋市瑞穂区の町名。現行行政地名は洲雲町1丁目から洲雲町4丁目。住居表示未実施。

## 地理
名古屋市瑞穂区の北部に位置し、東に桜見町、南に中山町と駒場町、北に昭和区広見町と接する。

## 歴史

### 町名の由来
瑞穂町の字洲雲に由来する。当地は黒土であり、黒土を洲雲と称することによるという。

### 沿革
- 1927年（昭和2年）6月20日 - 中区広路町・南区瑞穂町の各一部により、南区洲雲町として成立する[2]。
- 1937年（昭和12年）10月1日 - 昭和区編入に伴い、同区洲雲町となる[2]。
- 1944年（昭和19年）2月11日 - 瑞穂区編入に伴い、同区洲雲町となる[2]。

## 世帯数と人口
2019年（平成31年）3月1日現在の世帯数と人口は以下の通りである。
| 町丁   | 世帯数  | 人口  |
| ------ | ------- | ----- |
| 洲雲町 | 540世帯 | 954人 |

### 人口の変遷
国勢調査による人口の推移
| 1995年（平成7年）  | 766人   | [ WEB 6 ]  |  |
| 2000年（平成12年） | 752人   | [ WEB 7 ]  |  |
| 2005年（平成17年） | 832人   | [ WEB 8 ]  |  |
| 2010年（平成22年） | 1,005人 | [ WEB 9 ]  |  |
| 2015年（平成27年） | 988人   | [ WEB 10 ] |  |

## 学区
市立小・中学校に通う場合、学校等は以下の通りとなる。また、公立高等学校に通う場合の学区は以下の通りとなる。
| 番・番地等 | 小学校               | 中学校               | 高等学校 |
| ---------- | -------------------- | -------------------- | -------- |
| 全域       | 名古屋市立汐路小学校 | 名古屋市立汐路中学校 | 尾張学区 |

## その他

### 日本郵便
- 郵便番号 : 467-0804[WEB 3]（集配局：瑞穂郵便局[WEB 13]）。

### WEB
1. ↑  “愛知県名古屋市瑞穂区の町丁・字一覧”.   人口統計ラボ. 2019年3月21日閲覧。
2. 1 2  “町・丁目(大字)別、年齢(10歳階級)別公簿人口(全市・区別)”.   名古屋市 (2019年3月20日). 2019年3月21日閲覧。
3. 1 2  “郵便番号”.  日本郵便. 2019年3月17日閲覧。
4. ↑  “市外局番の一覧”.   総務省. 2019年1月6日閲覧。
5. ↑  “瑞穂区の町名一覧”.   名古屋市 (2015年10月21日). 2019年3月21日閲覧。
6. ↑  総務省統計局 (2014年3月28日). “平成7年国勢調査の調査結果(e-Stat) - 男女別人口及び世帯数 －町丁・字等”. 2019年3月23日閲覧。
7. ↑  総務省統計局 (2014年5月30日). “平成12年国勢調査の調査結果(e-Stat) - 男女別人口及び世帯数 －町丁・字等”. 2019年3月23日閲覧。
8. ↑  総務省統計局 (2014年6月27日). “平成17年国勢調査の調査結果(e-Stat) - 男女別人口及び世帯数 －町丁・字等”. 2019年3月23日閲覧。
9. ↑  総務省統計局 (2012年1月20日). “平成22年国勢調査の調査結果(e-Stat) - 男女別人口及び世帯数 －町丁・字等”. 2019年3月23日閲覧。
10. ↑  総務省統計局 (2017年1月27日). “平成27年国勢調査の調査結果(e-Stat) - 男女別人口及び世帯数 －町丁・字等”. 2019年3月23日閲覧。
11. ↑  “市立小・中学校の通学区域一覧”.   名古屋市 (2018年11月10日). 2019年1月14日閲覧。
12. ↑  “平成29年度以降の愛知県公立高等学校（全日制課程）入学者選抜における通学区域並びに群及びグループ分け案について”.   愛知県教育委員会 (2015年2月16日). 2019年1月14日閲覧。
13. ↑  郵便番号簿 平成29年度版 - 日本郵便. 2019年03月21日閲覧 (PDF)

### 書籍
1. 1 2  名古屋市計画局 1992, p. 388.
2. 1 2 3  名古屋市計画局 1992, p. 807.